# Resultados do Carnaval de São Leopoldo
Resultados do Carnaval de São Leopoldo. 

## 2000
| Colocação | Escola                   |  |
| --------- | ------------------------ |  |
| 1º        | Imperatriz Leopoldense   |  |
| 2º        | Império do Sol           |  |
| 3º        | Acadêmicos do Rio Branco |  |

## 2001
Não ocorreu desfile oficial.

## 2002
| Colocação | Escola                   |
| --------- | ------------------------ |
| 1º        | Império do Sol           |
| 2º        | Imperatriz Leopoldense   |
| 3º        | Acadêmicos do Rio Branco |

## 2003
| Colocação | Escola                   |
| --------- | ------------------------ |
| 1º        | Imperatriz Leopoldense   |
| 2º        | Império do Sol           |
| 3º        | Acadêmicos do Rio Branco |
| 4º        | Gladiadores da Feitoria  |

## 2004
| Colocação | Escola                   |
| --------- | ------------------------ |
| 1º        | Império do Sol           |
| 2º        | Imperatriz Leopoldense   |
| 3º        | Acadêmicos do Rio Branco |
| 4º        | Gladiadores da Feitoria  |

## 2005
| Colocação | Escola                   | Pontos | Ref.  |
| --------- | ------------------------ | ------ | ----- |
| 1º        | Acadêmicos do Rio Branco | 103,5  | [ 1 ] |
| 2º        | Império do Sol           | 101,5  | [ 1 ] |
| 3º        | Gladiadores da Feitoria  | 97     | [ 1 ] |
| 4º        | União da Vila            | 80,5   | [ 1 ] |
| 5º        | Imperatriz Leopoldense   | 19     | [ 1 ] |

## 2006
| Colocação | Escola                   | Pontos | Ref.  |
| --------- | ------------------------ | ------ | ----- |
| 1º        | Império do Sol           | 217,2  | [ 2 ] |
| 2º        | Imperatriz Leopoldense   | 212,1  | [ 2 ] |
| 3º        | Acadêmicos do Rio Branco | 201,7  | [ 2 ] |
| 4º        | Gladiadores da Feitoria  | 194,9  | [ 2 ] |
| 5º        | União da Vila            | 166,1  | [ 2 ] |

## 2007
| Colocação | Escola                   | Pontos | Ref.  |
| --------- | ------------------------ | ------ | ----- |
| 1º        | Gladiadores da Feitoria  | 211,9  | [ 3 ] |
| 2º        | Império do Sol           | 211,5  | [ 3 ] |
| 3º        | Imperatriz Leopoldense   | 210,3  | [ 3 ] |
| 4º        | União da Vila            | 206    | [ 3 ] |
| 5º        | Acadêmicos do Rio Branco | 205,3  | [ 3 ] |
| 6º        | Imperadores do Sul       | 185    | [ 3 ] |

## 2008
| Colocação | Escola                          | Pontos | Nota            | Ref.  |
| --------- | ------------------------------- | ------ | --------------- | ----- |
| 1º        | Acadêmicos do Rio Branco        | 195,2  |                 | [ 4 ] |
| 2º        | Império do Sol                  | 194,8  |                 | [ 4 ] |
| 3º        | Imperatriz Leopoldense          | 179,8  |                 | [ 4 ] |
| 4º        | Estação Primeira de São Léo     | 176,1  |                 | [ 4 ] |
| 5º        | União da Vila                   | 157,2  |                 | [ 4 ] |
| 6º        | Academia de Samba da Zona Norte | 109,5  |                 | [ 4 ] |
| 7º        | Imperadores do Sul              | 108,4  |                 | [ 4 ] |
| *         | Gladiadores da Feitoria         | *      | Desclassificada | [ 4 ] |

## 2009
| Colocação | Escola                          | Pontos | Ref.        |
| --------- | ------------------------------- | ------ | ----------- |
| 1º        | Império do Sol                  | 219,7  | [ 5 ] [ 6 ] |
| 2º        | Estação Primeira de São Léo     | 217,2  | [ 5 ] [ 6 ] |
| 3º        | Acadêmicos do Rio Branco        | 200,6  | [ 5 ] [ 6 ] |
| 3º        | Imperatriz Leopoldense          | 179,8  | [ 5 ] [ 6 ] |
| 5º        | União da Vila                   | 190,5  | [ 5 ] [ 6 ] |
| 6º        | Imperadores do Sul              | 168,7  | [ 5 ] [ 6 ] |
| 7º        | Academia de Samba da Zona Norte | 154,6  | [ 5 ] [ 6 ] |

## 2010
| Colocação | Escola                          | Pontos | Ref.        |
| --------- | ------------------------------- | ------ | ----------- |
| 1º        | Imperatriz Leopoldense          | 217,1  | [ 7 ] [ 8 ] |
| 2º        | Estação Primeira de São Léo     | 205,4  | [ 7 ] [ 8 ] |
| 3º        | Acadêmicos do Rio Branco        | 188,5  | [ 7 ] [ 8 ] |
| 4º        | União da Vila                   | 181,6  | [ 7 ] [ 8 ] |
| 5º        | Imperadores do Sul              | 181    | [ 7 ] [ 8 ] |
| 6º        | Academia de Samba da Zona Norte | 91,3   | [ 7 ] [ 8 ] |

A Império do Sol desfilou como Hors Concours por participar do Grupo Especial de Porto Alegre.

## 2011
| Colocação | Escola                          | Pontos | Nota             | Ref.         |
| --------- | ------------------------------- | ------ | ---------------- | ------------ |
| 1º        | Imperatriz Leopoldense          | 218,6  |                  | [ 9 ]        |
| 2º        | Estação Primeira de São Léo     | 215,7  |                  | [ 9 ]        |
| 3º        | Acadêmicos do Rio Branco        | 207,6  |                  | [ 9 ]        |
| 4º        | Imperadores do Sul              | 205    |                  | [ 9 ]        |
| 5º        | União da Vila                   | 173,8  |                  | [ 9 ]        |
| 6º        | Academia de Samba da Zona Norte | 112,7  | Desclassificada' | [ 9 ] [ 10 ] |

A Império do Sol desfilou como Hors Concours por participar do Grupo Especial de Porto Alegre.

## 2012
| Colocação | Escola                          | Nota                        | Ref.          |
| --------- | ------------------------------- | --------------------------- | ------------- |
| 1º        | Acadêmicos do Rio Branco        |                             | [ 11 ]        |
| 2º        | Imperatriz Leopoldense          |                             | [ 11 ]        |
| 3º        | Império do Sol                  |                             | [ 11 ]        |
| 4º        | Alambique Leopoldense           |                             | [ 11 ]        |
| 5º        | Imperadores do Sul              | Rebaixadas                  | [ 11 ] [ 12 ] |
| 6º        | União da Vila                   | Rebaixadas                  | [ 11 ] [ 12 ] |
| 7º        | Academia de Samba da Zona Norte | Rebaixadas                  | [ 11 ] [ 12 ] |
| 8º        | Estação Primeira de São Léo     | Desclassificada e rebaixada | [ 11 ] [ 12 ] |

## 2013
| Grupo Especial  | Grupo Especial                  | Grupo Especial | Grupo Especial | Grupo Especial |
| Colocação       | Escola                          | Pontos         | Nota           | Ref.           |
| --------------- | ------------------------------- | -------------- | -------------- | -------------- |
| 1º              | Império do Sol                  |                |                | [ 13 ]         |
| 2º              | Imperatriz Leopoldense          |                |                | [ 13 ]         |
| 3º              | Acadêmicos do Rio Branco        |                |                | [ 13 ]         |
| 4º              | Alambique Leopoldense           |                | Rebaixada      | [ 13 ]         |
| Grupo de acesso |                                 |                |                |                |
| Colocação       | Escola                          | Pontos         | Nota           | Ref.           |
| 1º              | Estação Primeira de São Léo     |                | Promovida      | [ 14 ] [ 15 ]  |
| 2º              | Imperadores do Sul              |                |                | [ 14 ] [ 15 ]  |
| 3º              | União da Vila                   |                |                | [ 14 ] [ 15 ]  |
| 4º              | Academia de Samba da Zona Norte |                |                | [ 14 ] [ 15 ]  |

## 2014
| Grupo Especial  | Grupo Especial                  | Grupo Especial | Grupo Especial | Grupo Especial |
| Colocação       | Escola                          | Pontos         | Nota           | Ref.           |
| --------------- | ------------------------------- | -------------- | -------------- | -------------- |
| 1º              | Império do Sol                  | 217,4          |                | [ 14 ] [ 15 ]  |
| 2º              | Estação Primeira de São Léo     | 217,3          |                | [ 14 ] [ 15 ]  |
| 3º              | Acadêmicos do Rio Branco        | 216,3          |                | [ 14 ] [ 15 ]  |
| 4º              | Imperatriz Leopoldense          | 214,1          | Rebaixada      | [ 14 ] [ 15 ]  |
| Grupo de acesso |                                 |                |                |                |
| Colocação       | Escola                          | Pontos         | Nota           | Ref.           |
| 1º              | Alambique Leopoldense           | 217,3          | Promovida      | [ 14 ] [ 15 ]  |
| 2º              | União da Vila                   | 215            |                | [ 14 ] [ 15 ]  |
| 3º              | Academia de Samba da Zona Norte | 210,6          |                | [ 14 ] [ 15 ]  |
| 4º              | Imperadores do Sul              | 201,2          |                | [ 14 ] [ 15 ]  |

## 2015
Não ocorreu desfile oficial. As escolas realizaram um desfile participativo.

## 2016
As escolas realizaram um desfile participativo.

## 2017
| Colocação | Escola                          | Pontos | Ref.   |
| --------- | ------------------------------- | ------ | ------ |
| 1º        | Império do Sol                  | 199,4  | [ 20 ] |
| 2º        | Estação Primeira de São Léo     | 199,2  | [ 20 ] |
| 3º        | Imperadores do Sul              | 198,2  | [ 20 ] |
| 4º        | Imperatriz Leopoldense          | 197,9  | [ 20 ] |
| 5º        | Academia de Samba da Zona Norte | 197,6  | [ 20 ] |
| 6º        | Alambique Leopoldense           | 197,6  | [ 20 ] |
| 7º        | Acadêmicos do Rio Branco        | 195,9  | [ 20 ] |

## 2018
| Colocação | Escola                      | Pontos | Ref.   |
| --------- | --------------------------- | ------ | ------ |
| 1º        | Império do Sol              | 199,1  | [ 21 ] |
| 2º        | Acadêmicos Verde e Rosa     | 198,9  | [ 21 ] |
| 3º        | Alambique Leopoldense       | 196,8  | [ 21 ] |
| 4º        | Estação Primeira de São Léo | 191,8  | [ 21 ] |
| 5º        | Imperadores do Sul          | 184,3  | [ 21 ] |

## 2019
| Colocação | Escola                      | Pontos | Ref.   |
| --------- | --------------------------- | ------ | ------ |
| 1º        | Estação Primeira de São Léo | 199,3  | [ 22 ] |
| 2º        | Império do Sol              | 199,1  | [ 22 ] |
| 3º        | Alambique Leopoldense       | 197,8  | [ 22 ] |
| 4º        | Imperadores do Sul          |        |        |
| 5º        | Acadêmicos Verde e Rosa     |        |        |

## 2020 e 2021
Não ocorreu desfile por conta da pandemia do Covid-19.

## 2022
| Colocação | Escola                      | Pontos | Ref. |
| --------- | --------------------------- | ------ | ---- |
| 1º        | Estação Primeira de São Léo | 219,6  |      |
| 2º        | Acadêmicos Verde e Rosa     | 217,8  |      |
| 3º        | Leões da Feitoria           | 215,6  |      |
| 4º        | Imperadores do Sul          | 210,3  |      |
| 5º        | Alambique Leopoldense       | 207,5  |      |

A Império do Sol desfilou como Hors Concours por participar do Grupo Especial de Porto Alegre.

## 2023
| Colocação | Escola                      | Pontos |
| --------- | --------------------------- | ------ |
| 1º        | Estação Primeira de São Léo | 199,9  |
| 2º        | Imperadores do Sul          | 198    |
| 3º        | Leões da Feitoria           | 197,4  |
| 4º        | Acadêmicos Verde e Rosa     | 196,5  |
|           |                             |        |

A Império do Sol desfilou como Hors Concours por participar do Grupo Especial de Porto Alegre.

## 2024
| Colocação | Escola                      | Pontos | Ref. |
| --------- | --------------------------- | ------ | ---- |
| 1º        | Acadêmicos Verde e Rosa     | 219,3  |      |
| 2º        | Imperadores do Sul          | 219,1  |      |
| 3º        | Leões da Feitoria           | 218,1  |      |
| 4º        | Alambique Leopoldense       | 217,1  |      |
| 5º        | Estação Primeira de São Léo | 214,8* |      |

A Império do Sol desfilou como Hors Concours por participar da Série Prata Carnaval de Porto Alegre e receber auxílio extra do município de São Leopoldo.

(*) A escola foi penalizada em 5 pontos.